# Whitwick
Whitwick è un paese di 10 815 abitanti della contea del Leicestershire, in Inghilterra.

## Monumenti e luoghi d'interesse
- Castello di Whitwick, ormai ridotto in rovina e ridotto a un piccolo tumulo circolare.